# László Klauz
László Klauz (12 de juliol de 1966 – 28 de març de 2013) va ser un lluitador hongarès. Va competir als Jocs Olímpics d'estiu de 1988 i als Jocs Olímpics d'estiu de 1992.